# Zimica
Zimica este o localitate din comuna Duplek, Slovenia, cu o populație de 557 de locuitori.